# Castagniers
Pour les articles homonymes, voir Castagnier.
Castagniers (Castanhiers en occitan niçois < castanhier  fr: châtaignier) est un village perché situé dans le département des Alpes-Maritimes en région Provence-Alpes-Côte d'Azur. Ses habitants sont appelés les Castagnérenques.
Jusqu'en 1860, le nom officiel était en italien : Castagnera.

## Géographie

### Localisation
Ancien hameau d'Aspremont détaché en 1874. Village situé à hauteur de Carros, mais en rive gauche du Var, à 18 km de Nice.

### Géologie et relief
Ce petit village de l’arrière pays niçois qui tient son nom d’un châtaignier séculaire qui offrait un abri aux voyageurs, est très étendu. Le châtaignier donne son nom au village et figure dans les armoiries de la commune.
Ce petit territoire qui domine la vallée du Var se trouve au centre d’un paysage de collines boisées. Il se compose de plusieurs hameaux aux noms évocateurs : les Moulins, la Grotte, la Garde, le Vignon, le Cabrier, le Carretier... Son plus ancien quartier, le Masage, aux rues pavées et passages voûtés date de 1870.
Village niché sous le mont Cima, point culminant de la commune avec ses 154 m d'altitude.

### Sismicité
Commune située dans une zone de sismicité moyenne.

### Hydrographie et les eaux souterraines
Cours d'eau sur la commune ou à son aval :
- fleuve le Var.

Castagniers dispose de la station d'épuration intercommunale de Nice d'une capacité de 650 000 équivalent-habitants.

### Climat
Pour des articles plus généraux, voir Climat de Provence-Alpes-Côte d'Azur et Climat des Alpes-Maritimes.
En 2010, le climat de la commune est de type climat méditerranéen altéré, selon une étude du Centre national de la recherche scientifique s'appuyant sur une série de données couvrant la période 1971-2000. En 2020, Météo-France publie une typologie des climats de la France métropolitaine dans laquelle la commune est exposée à un climat méditerranéen et est dans la région climatique  Var, Alpes-Maritimes, caractérisée par une pluviométrie abondante en automne et en hiver (250 à 300 mm en automne), un très bon ensoleillement en été (fraction d’insolation > 75 %), un hiver doux (8 °C) et peu de brouillards. 
Pour la période 1971-2000, la température annuelle moyenne est de 13,8 °C, avec une amplitude thermique annuelle de 15,2 °C. Le cumul annuel moyen de précipitations est de 972 mm, avec 5,8 jours de précipitations en janvier et 3,2 jours en juillet. Pour la période 1991-2020, la température moyenne annuelle observée sur la station météorologique de Météo-France la plus proche, « Levens », sur la commune de Levens à 8 km à vol d'oiseau, est de 12,9 °C et le cumul annuel moyen de précipitations est de 982,1 mm. 
La température maximale relevée sur cette station est de 35,1 °C, atteinte le 28 juin 2019 ; la température minimale est de −7,8 °C, atteinte le 6 février 2012,,. 
Les paramètres climatiques de la commune ont été estimés pour le milieu du siècle (2041-2070) selon différents scénarios d'émission de gaz à effet de serre à partir des nouvelles projections climatiques de référence DRIAS-2020. Ils sont consultables sur un site dédié publié par Météo-France en novembre 2022.

### Voies de communications et transports

#### Voies routières
Accessible depuis la Route nationale 202, sortie Les Moulins, route de Castagniers par le vallon de la Gorguette.

#### Transports en commun
- Transport en Provence-Alpes-Côte d'Azur

Commune desservie par le réseau Lignes d'Azur.

#### Lignes SNCF
- Ligne de Nice à Digne en fond de vallée du Var, depuis la Gare de Nice CP.

### Intercommunalité
Commune membre de la Métropole Nice Côte d'Azur.

## Urbanisme
La commune est intégrée dans le plan local d'urbanisme métropolitain approuvé le 25 octobre 2019.

### Typologie
Au 1er janvier 2024, Castagniers est catégorisée commune rurale à habitat dispersé, selon la nouvelle grille communale de densité à 7 niveaux définie par l'Insee en 2022.
Elle appartient à l'unité urbaine de Nice, une agglomération intra-départementale dont elle est une commune de la banlieue,. Par ailleurs la commune fait partie de l'aire d'attraction de Nice, dont elle est une commune de la couronne,. Cette aire, qui regroupe 100 communes, est catégorisée dans les aires de 200 000 à moins de 700 000 habitants,.

### Occupation des sols
L'occupation des sols de la commune, telle qu'elle ressort de la base de données européenne d’occupation biophysique des sols Corine Land Cover (CLC), est marquée par l'importance des forêts et milieux semi-naturels (68,1 % en 2018), en diminution par rapport à 1990 (73,2 %). La répartition détaillée en 2018 est la suivante : 
forêts (43 %), zones urbanisées (22 %), milieux à végétation arbustive et/ou herbacée (19,9 %), zones agricoles hétérogènes (7,2 %), espaces ouverts, sans ou avec peu de végétation (5,2 %), zones industrielles ou commerciales et réseaux de communication (2,6 %), eaux continentales (0,1 %).
L'évolution de l’occupation des sols de la commune et de ses infrastructures peut être observée sur les différentes représentations cartographiques du territoire : la carte de Cassini (XVIIIe siècle), la carte d'état-major (1820-1866) et les cartes ou photos aériennes de l'IGN pour la période actuelle (1950 à aujourd'hui).

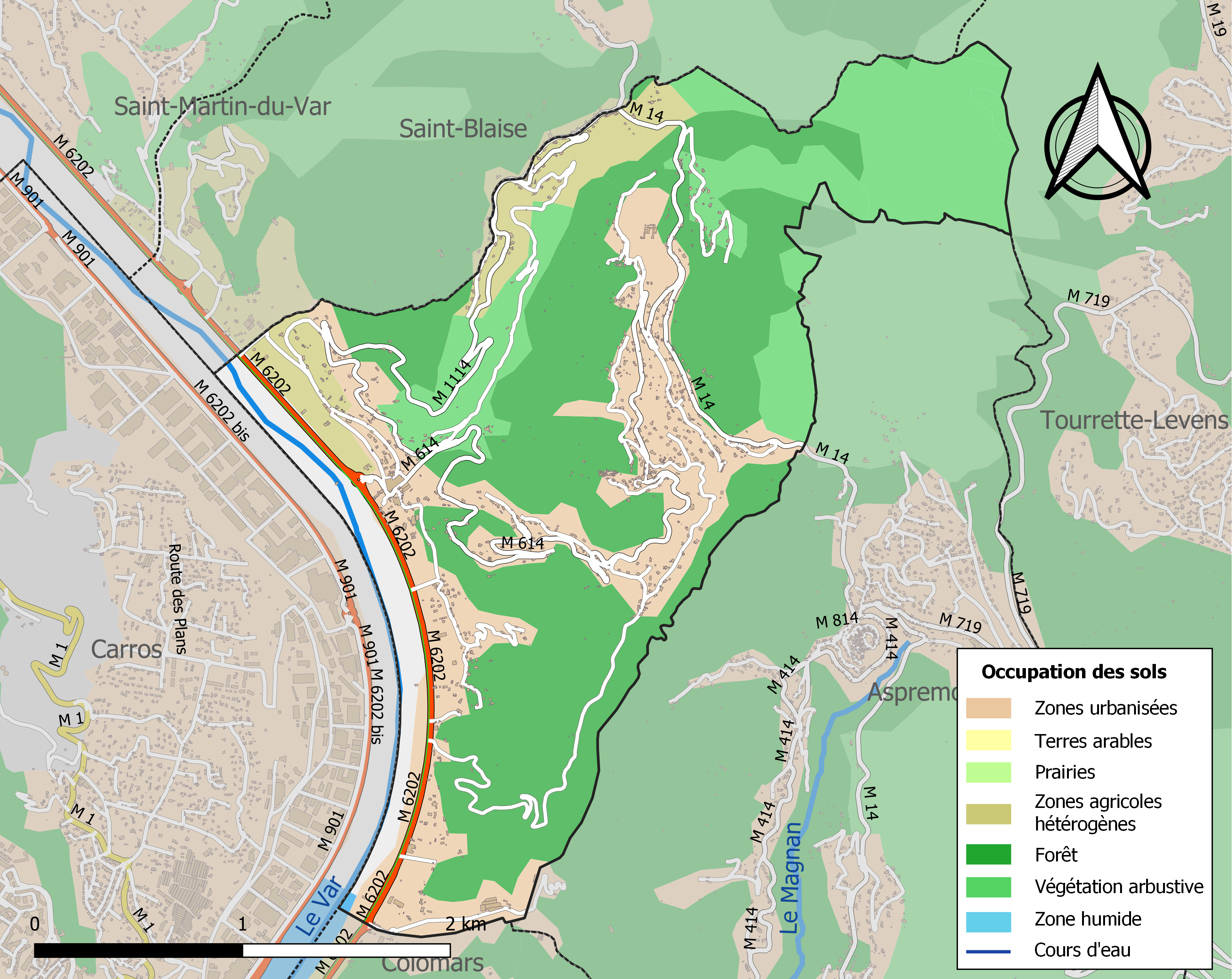
Carte de l'occupation des sols de la commune en 2018 (CLC).

### Communes limitrophes
| Saint-Blaise | Saint-Blaise | Tourrette-Levens |
| Carros       | Castagniers  | Aspremont        |
| Carros       | Colomars     | Aspremont        |

## Histoire
Castagniers est le fief des Borriglione jusqu’à la Révolution française. En 1874, Castagniers ainsi que la commune de Colomars se détachent d’Aspremont à la demande de la population et deviennent ainsi deux communes indépendantes.
En Juillet 2017, un incendie brûle plus de 100 hectares de forêt sur la commune.

## Politique et administration

### Tendances politiques et résultats
La commune refuse de construire le quota de logement sociaux prévu par la loi, la plaçant ainsi dans une situation d'illégalité. La municipalité défend ce choix et les électeurs ne semblent pas vouloir la sanctionner aux élections, en effet, le maire est constamment réélu depuis 1977. Cependant, ce "plébiscite" constant est à nuancer car il n'y a pas d'opposition.

Castagniers a toujours, depuis l'après-guerre, voté relativement à droite. Ces dernières décennies, les habitant.e.s ont même tendance à choisir la droite extrême. Ils ont par exemple accordés 67,29% de leurs suffrages à la candidate d'extrême droite Marine Le Pen au second tour de l'élection présidentielle de 2022.

### Liste des maires
| Période                                  | Période  | Identité               | Étiquette | Qualité               |
| ---------------------------------------- | -------- | ---------------------- | --------- | --------------------- |
| Les données manquantes sont à compléter. |          |                        |           |                       |
| 1874                                     | 1875     | Seraphin Cauvin        |           | Agriculteur           |
| 1875                                     | 1888     | Christophe Garidelli   |           | Agriculteur           |
| 1888                                     | 1900     | Vincent Guigo          |           | Agriculteur           |
| 1900                                     | 1908     | Vincent Garidelli      |           | Agriculteur           |
| 1908                                     | 1921     | Louis Bergondi         |           |                       |
| 1921                                     | 1923     | Séraphin Pin           |           | Agriculteur           |
| 1923                                     | 1933     | Victor Garidelli       |           | Instituteur           |
| 1933                                     | 1935     | Séraphin Pin           |           | Agriculteur           |
| 1935                                     | 1945     | Vincent Clericy        |           | Commerçant            |
| 1945                                     | 1947     | Baptistin Pin          |           |                       |
| 1947                                     | 1948     | Vincent Clericy        |           | Commerçant            |
| 1948                                     | 1953     | Albert Baudino         |           | Commerçant            |
| 1953                                     | 1970     | Paul Cléricy           | FGDS      | Député (1967-1968)    |
| 1970                                     | 1971     | Jean Curan             |           | Commerçant            |
| 1971                                     | 1975     | Albert Bonhomme        |           | Préfet                |
| 1975                                     | 1977     | Henri Michaud          |           | Professeur            |
| 1977                                     | En cours | Jean-François Spinelli | DVD ou LR | Retraité (Industriel) |

### Budget et fiscalité 2019

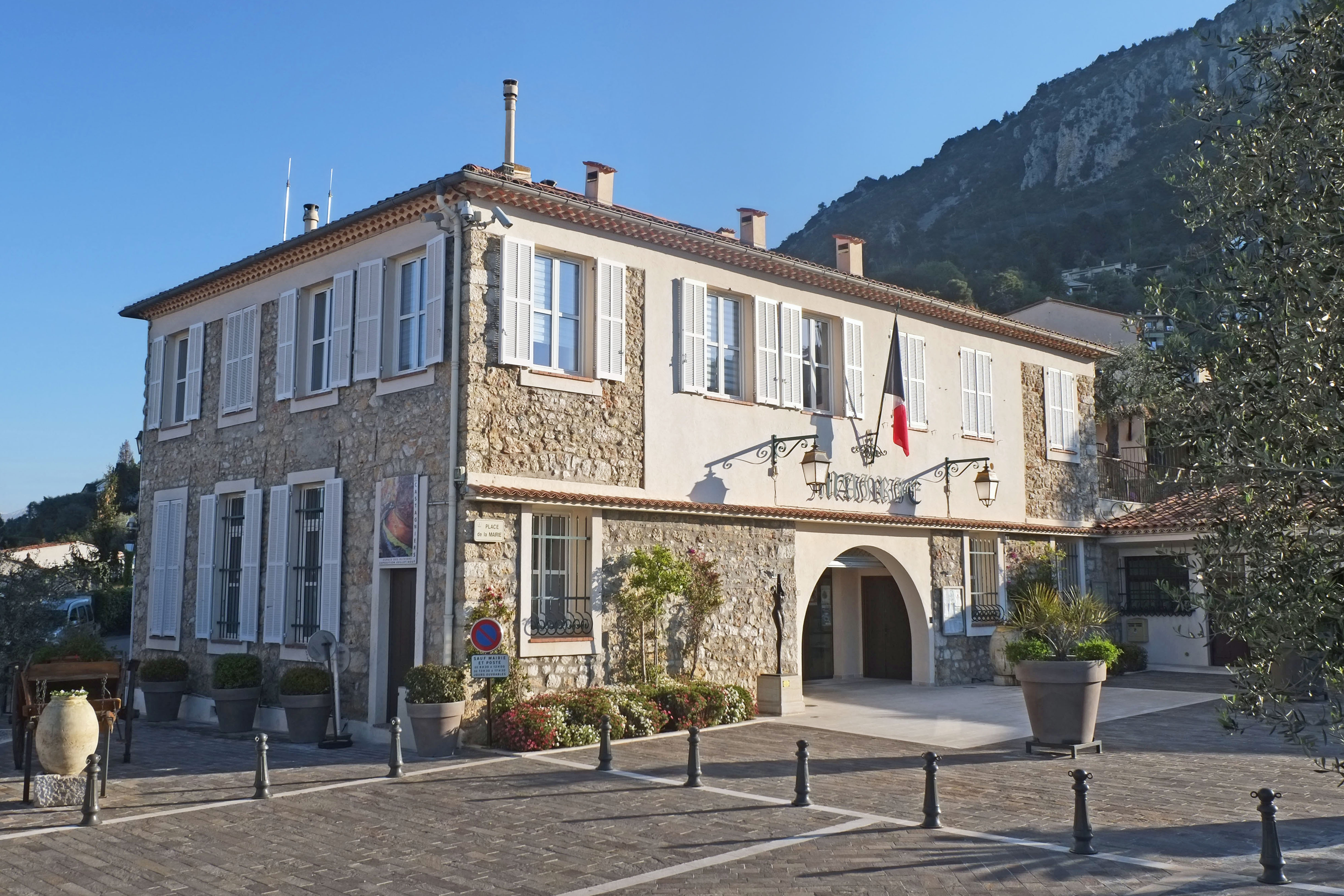
La mairie.

En 2019, le budget de la commune était constitué ainsi :
- total des produits de fonctionnement : 1 372 000 €, soit 853 € par habitant ;
- total des charges de fonctionnement : 1 160 000 €, soit 721 € par habitant ;
- total des ressources d'investissement : 1 017 000 €, soit 632 € par habitant ;
- total des emplois d'investissement : 479 000 €, soit 298 € par habitant ;
- endettement : 1 765 000 €, soit 1 097 € par habitant.

Avec les taux de fiscalité suivants :
- taxe d'habitation : 14,50 % ;
- taxe foncière sur les propriétés bâties : 12,50 % ;
- taxe foncière sur les propriétés non bâties : 69,91 % ;
- taxe additionnelle à la taxe foncière sur les propriétés non bâties : 0,00 % ;
- cotisation foncière des entreprises : 0,00 %.

Chiffres clés Revenus et pauvreté des ménages en 2017 : médiane en 2017 du revenu disponible, par unité de consommation : 23 770 €.

### Jumelages
- Rocchetta Palafea (Italie) depuis 1973

## Population et société

### Démographie

#### Évolution démographique
L'évolution du nombre d'habitants est connue à travers les recensements de la population effectués dans la commune depuis 1876. Pour les communes de moins de 10 000 habitants, une enquête de recensement portant sur toute la population est réalisée tous les cinq ans, les populations de référence des années intermédiaires étant quant à elles estimées par interpolation ou extrapolation. Pour la commune, le premier recensement exhaustif entrant dans le cadre du nouveau dispositif a été réalisé en 2008.

En 2022, la commune comptait 1 674 habitants, en évolution de +4,89 % par rapport à 2016 (Alpes-Maritimes : +2,85 %, France hors Mayotte : +2,11 %).
| 1876 | 1881 | 1886 | 1891 | 1896 | 1901 | 1906 | 1911 | 1921 |
| ---- | ---- | ---- | ---- | ---- | ---- | ---- | ---- | ---- |
| 461  | 645  | 518  | 543  | 504  | 388  | 392  | 418  | 341  |

| 1926 | 1931 | 1936 | 1946 | 1954 | 1962 | 1968 | 1975 | 1982  |
| ---- | ---- | ---- | ---- | ---- | ---- | ---- | ---- | ----- |
| 372  | 450  | 508  | 350  | 401  | 692  | 820  | 958  | 1 076 |

| 1990  | 1999  | 2006  | 2008  | 2013  | 2018  | 2022  | - | - |
| ----- | ----- | ----- | ----- | ----- | ----- | ----- | - | - |
| 1 229 | 1 359 | 1 478 | 1 511 | 1 537 | 1 635 | 1 674 | - | - |

### Enseignement
Établissements d'enseignements :
- Écoles maternelles et primaires,
- Collèges à Tourrette-Levens, Saint-Martin-du-Var,
- Lycées à Nice, Drap.

### Santé
Professionnels et établissements de santé :
- Médecins à Castagniers, Aspremont, Saint-Martin-du-Var,
- Pharmacies à Aspremont, Saint-Martin-du-Var,
- Hôpitaux à Saint-Jeannet, Nice.

### Cultes
- Culte catholique, Paroisse Saint-Benoît-les-Oliviers[31], Diocèse de Nice.

## Économie

### Entreprises et commerces

#### Agriculture
- Moulin de Castagniers[32].

#### Tourisme
- 8 Gîtes communaux[33].
- 2 hôtels.
- 3 Restaurants.

## Culture locale et patrimoine

### Lieux et monuments

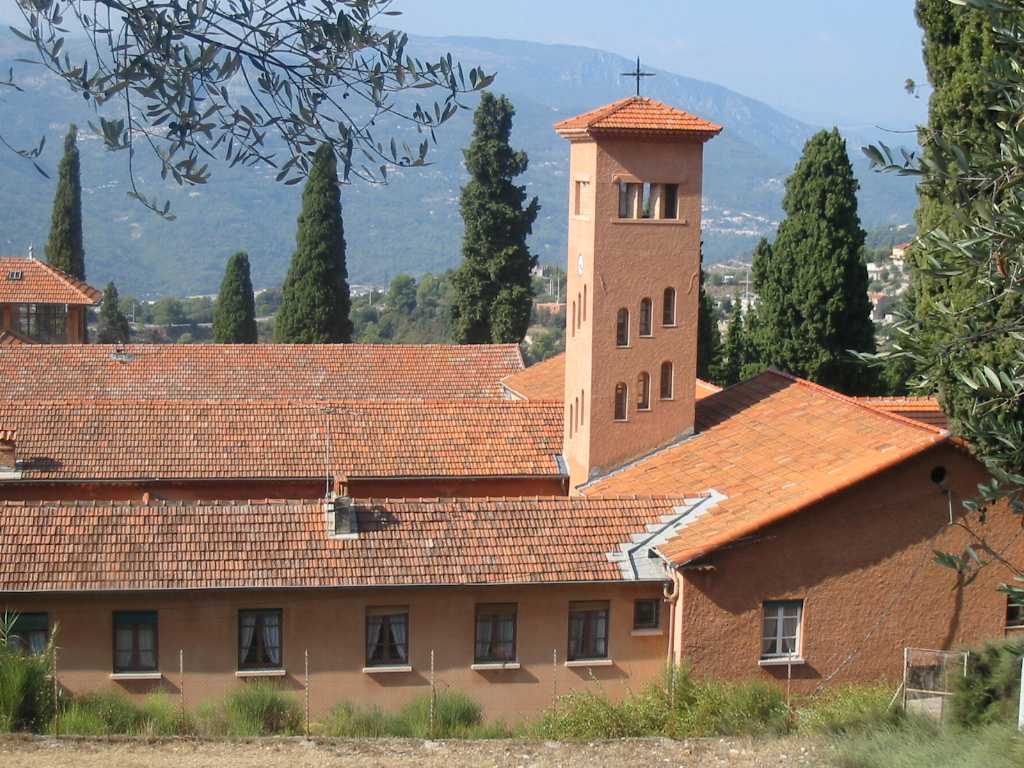
L'abbaye Notre-Dame-de-la-Paix.

- Le moulin à huile, qui fonctionne depuis 1250, comme à l'ancien temps même s'il s'est un peu modernisé depuis. Il est entretenu par la famille Spinelli[34].
- L'abbaye Notre-Dame-de-la-Paix de Castagniers a été fondée en 1865. La communauté de moniales de l'abbaye de Lérins a été transférée à Castagniers en 1930. Le monastère a été érigé en abbaye en 1962[35]. Possibilité d'acheter des produits artisanaux.
- L'église Saint-Michel[36].
- Monument commémoratif[37].

### Héraldique
| Blason de Castagniers | Blason  | D'argent à la branche de châtaignier fruitée au naturel et posée en pal ; au chef d'azur chargé de trois coquilles renversées d'or et mal ordonnées. |
| Blason de Castagniers | Détails | Le statut officiel du blason reste à déterminer. |

## Personnalités liées à la commune
- Albert Spaggiari